# 徐古摩崖造像
徐古摩崖造像位於四川省阿壩藏族羌族自治州黑水縣，文物遺址年代判定為唐代。2007年6月1日公佈為四川省第七批文物保護單位。